# Прісняков Володимир Федорович
Прісняков Володимир Федорович (18 червня 1937 — 28 листопада 2009) — український вчений у галузі ракетно-космічних двигунів і енергетичних установок, академік Національної академії наук України (1990), академік АПН України (1992), заслужений діяч науки УРСР.

## Життєпис
Народився 1937 року у селі Козинка (нині — територія міста Верхівцеве) Дніпропетровської області у родині залізничників. У 1955 році закінчив Верхівцевську середню школу № 17 Сталінської залізниці з золотою медаллю. В 1960 році закінчив фізико-технічний факультет Дніпропетровського державного університету та почав науково-викладацьку діяльність.
З 1986 по 1998 рік — ректор Дніпропетровського національного університету імені Олеся Гончара.
Лауреат Державної премії України, заслужений діяч науки УРСР.
Майстер спорту СРСР з фехтування. Член Європейської ветеранської асоціації фехтування.
Помер 28 листопада 2009 року від серцевого нападу дорогою до вокзалу у м. Одесі[джерело?]. Поховано у м. Дніпропетровську.

## Науковий доробок
Автор понад 500 наукових публікацій (в тому числі понад 200 англійською мовою), 45 монографій, підручників, посібників, 62 авторських свідоцтв.